# درمحمد کشمی
دُرمحمد کشمی (زاده ۱۳۱۱ بدخشان - وفات ۲۶ مهر ۱۳۹۹ تخار) آوازخوان محلی اهل افغانستان بود.

## زندگی
دُرمحمد کشمی از خواننده‌های حوزه‌ای تخار بود که در سال ۱۳۱۱ هجری خورشیدی در ولسوالی کشمِ ولایت بدخشان متولد شده و ازین‌که خانواده اش همه خواننده‌های محلی بودند و همواره نواها و آواهای موسیقی بدخشانی فضای خانه را پُر کرده بود او نیز با این هنر سُچه آشنا شد، در آغازین روزهای آشنایی با این هنر نزد کاکایش وزیرگل که یکی از خواننده‌های محلی بدخشان بود نشست و اساسات موسیقی محلی بدخشان را آموخت و بعدها پا فراتر از خانه گذاشت و نزد فیض‌محمد منگل رفت تا حرفه‌ای تر وارد دنیای موسیقی شود او تا سال ۱۳۳۱ به یادگیری موسیقی بدخشانی پرداخت و اندک‌اندک نام و نشانی از او در روستاها پیچید و توانست صدایش را تا گوش مردمان روستایش برساند او درکُل موسیقی فرخاری را که بخشی از موسیقی بدخشانِ بزرگ بود آموخت و نامش در رده‌ای خواننده‌های محلی بدخشان به ثبت رسید.
 سرانجام این خواننده ای موسیقی محلی به تاریخ ۲۵ میزان/مهر ۱۳۹۹ در یکی از بیمارستان‌های تخار درگذشت.

## فعالیت هنری
دُرمحمد کشمی یکی از آن خواننده‌گان موسیقی بدخشانی بود که پس از سال‌ها فراموشی مقام نیریز را یکبار دیگر خواند و خیلی زود این مقام که برخی از موسیقی‌دان‌ها آن را «ترانه‌ای نیریز» می‌دانند با نام و نشان او سر زبان‌ها افتاد.

نی‌ریز یکی از گوشه‌های موسیقی مقامی بدخشان است که ریشه در موسیقی کهنِ این سرزمین دارد نیریز در مقام راست اجرا می‌شود که برابر به گامِ ماژور است.
 دُرمحمد کشمی در تمامی اجراهایش از سازهای اصیل و سُچه‌ای موسیقی بدخشانی حوزه‌ای تخار استفاده کرده که شامل دمبوره، غیچک، زیر بغلی، چنگ، دوتار ترکمنی و اوزبیکی، زنگ، سنگتور، دف و قیراق می‌باشد. خوش‌بختانه اکثرِ این سازها هنوز هم در موسیقی بدخشانی حوزه‌ای تخار کاربُرد وسیعی دارد.

 او در نواختن سازهای چون”بنجو” و «غیجک» و هم‌چنین دوتار بدخشانی تسلط کامل داشت. از او نزدیک به یک هزار اثر هنری برجای مانده است.
که کلام سُچه داشته و با گویش منحصر به فرد مردمانِ آن حوزه خوانده شده است غزلیاتِ، رباعیات، و فی‌البداهه‌های فارسی که همه مایه‌های عاشقانه‌ای بومی دارد و او به خوبی آن‌هارا اجرا کرده که اکثراً در محافل خوشی میان مردمِ آن حوزه بازخوانی می‌شود.